# Preston-Potter Hollow
Preston-Potter Hollow – jednostka osadnicza w Stanach Zjednoczonych, w stanie Nowy Jork, w hrabstwie Albany.